# Morfogeneza (geografia)
Morfogeneza – pochodzenie rzeźby powierzchni Ziemi, zarówno pojedynczych form, jak i rzeźby terenu jako całości. Dział geomorfologii zajmujący się badaniem pochodzenia rzeźby.